# Danh sách đảo của Eritrea
Đây là danh sách các đảo của Eritrea.

## Quần đảo Dahlak
- Dahlak Kebir (trước đây là Dehalak Deset)
- Dhuladhiya
- Dissei (trước đây là Đảo Valentia)
- Dohul
- Erwa
- Harat
- Harmil
- Howakil
- Isra-Tu
- Nahaleg
- Nora
- Shumma

## Các đảo khác ởBiển Đỏ
- Đảo Fatma
- Halib
- Hando
- Quần đảo Hanish
- Quần đảo Howakil
- Đảo Massawa